# Parade (Spandau Ballet)
Parade è il quarto album in studio del gruppo inglese Spandau Ballet, pubblicato nel 1984 dalla Chrysalis Records, che ne ha curato anche la distribuzione.

## Descrizione
Reduci dal grande successo di True dell'anno precedente, con questo lavoro i cinque musicisti tentarono di consolidare le loro quotazioni discografiche. I loro sforzi furono subito premiati dalla terza posizione nella classifica dei singoli più venduti nel Regno Unito con il singolo Only When You Leave. Nonostante il progressivo calo di risultati conseguito dagli altri singoli ovvero I'll Fly for You (nono posto), Highly Strung (15º) e Round and Round (19º), il livello di notevole popolarità conservato dalla band determinò un tour britannico, con ben sette date consecutive da tutto esaurito nella sola Wembley Arena.
Da segnalare il brano With the Pride che, pur non essendo stato stampato come singolo, risultò uno dei pezzi più suonati dalle radio.

## Tracce
Testi e musiche di Gary Kemp.
1. Only When You Leave – 5:12
2. Highly Strung – 4:11
3. I'll Fly for You – 5:37
4. Nature of the Beast – 5:15
5. Revenge for Love – 4:23
6. Always in the Back of My Mind – 4:30
7. With the Pride – 5:32
8. Round and Round – 5:30

## Musicisti[5]

### Formazione
- Tony Hadley – voce
- Gary Kemp – chitarra, cori
- Martin Kemp – basso
- John Keeble – batteria
- Steve Norman – sassofono, percussioni

### Musicisti ospiti
- Jess Bailey – tastiere

## Classifiche

### Classifiche settimanali
| Classifica (1984/85) | Posizione massima |
| -------------------- | ----------------- |
| Australia            | 4                 |
| Canada               | 21                |
| Germania             | 7                 |
| Italia               | 1                 |
| Norvegia             | 7                 |
| Nuova Zelanda        | 8                 |
| Paesi Bassi          | 1                 |
| Regno Unito          | 2                 |
| Spagna               | 2                 |
| Stati Uniti          | 50                |
| Svezia               | 9                 |
| Svizzera             | 9                 |

### Classifiche di fine anno
| Classifica (1984) | Posizione |
| ----------------- | --------- |
| Australia         | 39        |
| Germania          | 44        |
| Paesi Bassi       | 6         |
| Regno Unito       | 20        |
| Spagna            | 10        |
| Classifica (1985) | Posizione |
| Australia         | 29        |
| Italia            | 5         |